# هنري توماس هنت
هنري توماس هنت (بالإنجليزية: Henry Thomas Hunt)‏ هو سياسي أمريكي، ولد في 29 أبريل 1878 في الولايات المتحدة، وتوفي في 28 فبراير 1956 في نفس البلد. حزبياً، نشط في الحزب الديمقراطي.